# Spójnica zagorzałka
Spójnica zagorzałka (Melitta tricincta) – gatunek pszczoły z rodziny spójnicowatych (Melittidae).

## Wygląd
Człon gatunkowy nazwy naukowej (tricincta) nawiązuje do trzech jasnych przepasek na odwłoku.

## Biologia
Pszczoła samotna. Dorosłe osobniki latają od sierpnia do września. Gniazda są zakładane w ziemi i zaopatrywane przez samicę w nektar i pyłek. Spójnica zagorzałka jest wąską specjalistką pokarmową na zagorzałku. Jej pasożytem gniazdowym jest koczownica z gatunku Nomada flavopicta.